# Bob Ross (Maler)
Robert Norman „Bob“ Ross (* 29. Oktober 1942 in Daytona Beach, Florida; † 4. Juli 1995 in New Smyrna Beach, Florida) war ein US-amerikanischer Maler und Fernsehmoderator. Er wurde mit dem Fernseh-Malkurs The Joy of Painting bekannt. Sein Markenzeichen war eine große Afrofrisur.

## Leben
Ross wurde 1942 in Daytona Beach als Sohn eines Zimmerers und einer Kellnerin geboren. Er hatte einen Halbbruder und wuchs in Orlando auf. Nach der neunten Klasse brach er die Schule ab und verpflichtete sich 1961 im Alter von 18 Jahren für zwei Jahrzehnte zum Dienst in der US Air Force. Er schied 1981 im Rang eines Master Sergeants aus dem Dienst aus.
Bob Ross starb im Juli 1995 im Alter von 52 Jahren am Non-Hodgkin-Lymphom. Er wurde im Woodlawn Memorial Park in Gotha beerdigt. Sein Markenzeichen war seine große Afrofrisur, die jedoch nicht natürlich war.

## Wirken
Bereits in den 1970er-Jahren besuchte Ross an verschiedenen Colleges Seminare in Malerei. Dabei ließ er sich für seine eigenen Arbeiten besonders von der Technik seines Lehrers Bill Alexander inspirieren. Später bot er auch eigene Kurse an. Nach Dreharbeiten 1983 für den Chicagoer Lokalsender des PBS wurde ihm ein Vertrag angeboten, aus denen die ersten dreizehn Episoden von The Joy of Painting entstanden. Insgesamt wurden von der Serie 403 Teile in 31 Staffeln mit je 13 Folgen ausgestrahlt. In jeder Folge malte Ross mit der Nass-in-Nass-Technik ein Bild in Ölfarben.
Seitdem werden über die Firma Bob Ross Inc. unter anderem Lehrbücher und -videos sowie Bob-Ross-Malsets verkauft. Wer diese Maltechnik für Landschaften offiziell unterrichten möchte, muss sich zum CRI (Certified Ross Instructor) ausbilden lassen. Daneben gibt es noch Zertifikate für Blumenmalerei (CRFI), Wildtiere (CRWI) und Porträts (CRPI). Letztere sind aber Weiterentwicklungen von Techniken anderer Personen. Die Technik der Blumenmalerei geht beispielsweise auf Annette Kowalski sowie Gary und Kathwren Jenkins zurück. Kowalski war eine Wegbegleiterin von Ross, die mittlerweile die Bob Ross Inc. leitet.
Ross sagte 1991 in der New York Times, dass er nur ein einziges Mal seine Bilder ausgestellt habe. Es gebe „Tausende sehr, sehr talentierte Künstler, die nicht mal nach ihrem Tod bekannt werden. Die meisten Künstler wünschen sich Anerkennung, besonders bei der Fachwelt. Ich habe schon so lange meine Sendung. Mehr brauche ich nicht“. 2023 stand erstmals ein Werk von Ross, A Walk in the Woods (Ein Spaziergang im Wald), für 9,3 Millionen Euro zum Verkauf.
Sämtliche Bilder befinden sich bis heute im Besitz der Bob Ross Inc. in Herndon, Virginia. Das Unternehmen vermarktet Malutensilien, Bücher, DVDs und lizenziert Malkurse und Mallehrer weltweit. Bei einigen Menschen induziert Ross’ sanfte Stimme eine Autonomous Sensory Meridian Response (ASMR), weshalb er innerhalb der ASMR-Community auch als „King of ASMR“ („König des ASMR“) bezeichnet wird.

## Dokumentationen
- Bob Ross: The Happy Painter (USA 2011, 64 Minuten, Regie: Sherry Spradlin)
- Bob Ross: Glückliche Unfälle, Betrug und Gier (Bob Ross: Happy Accidents, Betrayal & Greed, USA 2021, 92 Minuten, Regie: Joshua Rofé). Im August 2021 erschien bei Netflix eine Dokumentation über das Leben von Ross. Darin wird unter anderem geschildert, wie sein Sohn Steve Ross sowie seine ehemaligen Geschäftspartner und Wegbegleiter sich nach seinem Tod um Namensrechte und die Vermarktung seines Lebenswerks durch Merchandising-Produkte stritten.[9][10]